# Dallas Braden
Dallas Lee Braden (nascido em 13 de agosto de 1983) é um ex-jogador profissional de beisebol que atuou na Major League Baseball (MLB) como arremessador pelo Oakland Athletics de 2007 até 2011.
Os Athletics escolheram Braden na 24ª rodada do draf de 2004, vindo da Universidade de Tecnologia do Texas. Em 9 de maio de 2010, Braden arremessou o 19º jogo perfeito na história do beisebol. Na temporada seguinte, problemas no ombro foram os primeiros de uma série de lesões que o forçaram a encerrar a carreira precocemente em 2014, após ficar sem jogar durante duas temporadas e meia.

## Jogo perfeito
Em 9 de maio de 2010, Braden arremessou o 19º jogo perfeito na história da MLB contra o Tampa Bay Rays em Oakland. Fez 109 arremessos, dos quais 77 foram strikes, com o  catcher Landon Powell atrás do home plate. Braden tinha perdido sua mãe para o melanoma, portanto arremessar o 19º jogo perfeito das grandes ligas teve significado ainda maior para Braden por ter conseguido a façanha do Dia das Mães.